# قرية كاميلوس (نيويورك)
قرية كاميلوس (بالإنجليزية: Camillus (village), New York)‏ هي منطقة سكنية تقع في الولايات المتحدة في مقاطعة أونونداغا، نيويورك. يقدر عدد سكانها بـ 1,213 نسمة ومساحتها 1.0 كم2 .